# Scoparia orthioplecta
Scoparia orthioplecta is een vlinder uit de familie van de grasmotten (Crambidae). De wetenschappelijke naam van de soort werd voor het eerst geldig gepubliceerd in 1937 door Edward Meyrick.